# Luxor (игра)
Luxor (в переводах компании Alawar Entertainment «Луксор») — серия казуальных компьютерных игр, разработанных компанией MumboJumbo. Игры серии базируются на мифологии Древнего Египта.

## Игровой процесс
Основные игры серии относятся к жанру «три в ряд». Игрок управляет платформой, способной передвигаться от одного края экрана к другому и выпускать шары различных цветов. Задача игрока — уничтожить цепочки разноцветных шаров, двигающихся по экрану до того, как они достигнут пирамиды. В случае неудачи игрок теряет одну жизнь. Уничтожение шаров происходит при создании цепи из трех или более шариков одного цвета. При уничтожении трёх цепочек подряд игрок получает разнообразные бонусы: замедление движения шаров, движение в обратном направлении, уничтожение шаров определённого цвета и т. д. Кроме этого, игроку необходимо собирать драгоценные камни, начисляющие дополнительные очки, и монеты, необходимые для получения дополнительных «жизней».
Помимо основных игр, под брендом Luxor были выпущены также спин-оффы серии: маджонг Luxor Mahjong и набор головоломок Luxor Adventures.
Также есть специальная серия игр Люксор: Luxor 1, Luxor 2, Luxor 3, Luxor 4 Quest for the afterlife, Luxor 5th Passage, Luxor Amun rising и Luxor Evolved.

## Рецензии
| Сводный рейтинг               | Сводный рейтинг          |
| Агрегатор                     | Оценка                   |
| ----------------------------- | ------------------------ |
| GameRankings                  | 77,00 % (iOS; 5 обзоров) |
| Metacritic                    | 80/100 (iOS; 5 обзоров)  |
| Иноязычные издания            |                          |
| Издание                       | Оценка                   |
| GameSpot                      | 7,1/10                   |
| Русскоязычные издания         |                          |
| Издание                       | Оценка                   |
| Absolute Games                | 80 %                     |
| Награды                       |                          |
| Издание                       | Награда                  |
| «Наш выбор» от Absolute Games |                          |